# Ambasadorowie Chin w Nigerii
Chińska Republika Ludowa posiada w Federalnej Republice Nigerii swojego przedstawiciela w randze ambasadora od 1971 roku.
| L.p. | Ambasador    | Okres pełnienia funkcji       |
| ---- | ------------ | ----------------------------- |
| 1.   | Yang Qiliang | sierpień 1971 – sierpień 1973 |
| 2.   | Feng Yujiu   | listopad 1973 – styczeń 1979  |
| 3.   | Lei Yang     | kwiecień 1980 – luty 1985     |
| 4.   | Wang Yusheng | marzec 1985 – kwiecień 1988   |
| 5.   | Jin Boxiong  | 1988 – maj 1992               |
| 6.   | Hu Lipeng    | lipiec 1992 – styczeń 1995    |
| 7.   | Lu Fengding  | luty 1995 – marzec 1999       |
| 8.   | Liang Yinzhu | kwiecień 1999 – czerwiec 2003 |
| 9.   | Wang Yongqiu | czerwiec 2003 – sierpień 2006 |
| 10.  | Xu Jianguo   | wrzesień 2006 – sierpień 2010 |
| 11.  | Deng Boqing  | od września 2010              |